# Фёрстер, Филипп
Филипп Фёрстер (нем. Philipp Förster; 4 февраля 1995, Бреттен) — немецкий футболист, полузащитник.

## Биография
Филипп Фёрстер родился в городке Бреттен и является воспитанником клуба «Штутгарт». В 2014 году свою футбольную карьеру на профессиональном уровне Фёрстер начинал в клубе Региональной лиги — «Вальдхоф», где отыграл два сезона. После этого футболиста пригласил в состав клуб Второй Бундеслиги «Нюрнберг». Но в первой команде Фёрстер так и не сыграл ни одного матча, преимущественно играя в дубле «Нюрнберга».
Летом 2017 года Фёрстер подписал трехлетний контракт с другим клубом Второй Бундеслиги — «Зандхаузеном». В клубе он регулярно играл в основе до лета 2019 года. Когда «Штутгарт» предложил полузащитнику контракт на четыре года. По результатам сезона 2019/20 Фёрстер вместе с новым клубом выиграл повышение в Бундеслигу.